# Cha Yong-Hwa
Cha Yong-Hwa (Pyongyang, 8 de janeiro de 1990) é uma ginasta norte-coreana que compete em provas de ginástica artística.
Cha e Hong Un-Jong, foram as únicas representantes do país na ginástica nos Jogos Olímpicos de Pequim, em 2008, China.

## Carreira
Em 2006, seu primeiro ano como sênior, Cha ao lado de Hong Su-Jong, Hong Un-Jong, Pyon Kwang-Sun, Kim Myong-Bok e Kim Un-Hyang, conquistou a décima terceira colocação no Campeonato Mundial de Aarhus, a melhor colocação do país no evento. Na edição seguinte, em 2007, Cha conquistou novamente a décima terceira colocação por equipes, não obtendo assim a vaga da equipe para os Jogos Olímpicos de Pequim.
Levando apenas duas ginastas para os Jogos Olímpicos de Pequim, Cha e Hong Un-Jong, foram as únicas representantes do país na ginástica. Apresentando-se nas barras assimétricas, a ginasta sofreu uma queda, pontuando 15.175, terminando na décima segunda colocação, sendo assim terceira reserva da final.
Em 2009, na Universíada de Verão de 2009, conquistou a medalha de bronze por equipes, atrás da equipe russa e chinesa, prata e ouro, respectivamente. Classificada para a final de seu melhor aparelho, pontuou 15.575, conquistando a medalha de prata, atrás somente da britânica Elizabeth Tweddle, medalhista de ouro. Em outubro, disputando Mundial de Londres, conquistou a terceira vaga na final das barras. Porém, na final do aparelho, só terminou na quinta colocação geral; 1,350 pontos da campeã da prova; He Kexin.

## Principais resultados
| Ano  | Evento                                    | AA  | Equipe            | Barras assimétricas | Trave | Solo             | Salto sobre o cavalo |
| ---- | ----------------------------------------- | --- | ----------------- | ------------------- | ----- | ---------------- | -------------------- |
| 2006 | Campeonato Mundial de Ginástica Artística |     | 13º               |                     |       |                  |                      |
| 2007 | Campeonato Mundial de Ginástica Artística |     | 13º               |                     |       |                  |                      |
| 2008 | Jogos Olímpicos                           | 86º |                   |                     |       | 12º              |                      |
| 2009 | Universíada                               |     | Medalha de bronze |                     |       | Medalha de prata |                      |
| 2009 | Campeonato Mundial de Ginástica Artística |     |                   |                     |       | 5º               |                      |